# Arlington Heights (Los Angeles)
Pour les articles homonymes, voir Arlington Heights et Arlington.
Arlington Heights est un quartier de Los Angeles, en Californie.

## Présentation
Le quartier est situé dans le centre de Los Angeles (Central L.A.). Il est encerclé par les quartiers de Koreatown, Mid-City, Jefferson Park et Harvard Heights.

## Démographie
Le Los Angeles Times considère le quartier comme modérément diverse du point de vue ethnique, 56,6 % de la population étant hispanique, 24,5 % afro-américaine, 12,9 % asiatique, 4,7 % blanche non hispaniques, et 1,2 % appartenant à une autre catégorie ethno-raciale.